# TAT Nigéria
 (février 2023).
TAT Nigeria est une ancienne compagnie aérienne charter nigériane basée à l'aéroport international Murtala Muhammed de Lagos. Elle s'est spécialisée dans les voyages de pèlerinage chrétien, principalement en Israël.
La compagnie ne disposait pas de sa propre flotte mais exploitait des avions affrétés par d'autres opérateurs. Ils utilisaient auparavant un Airbus A330-300 et un Boeing 747-400,.